# Carpa koi

Carpa Koi

Les carpes koi, nishikigoi o simplement koi (Cyprinus carpio koi o Cyprinus carpio var. Koi) són un conjunt informal que componen totes les varietats domèstiques de carpes comunes, que van ser desenvolupades a Àsia per selecció, partint d'espècimens que presentaven el fenotip silvestre (de tonalitat marró-olivàcia). Són els peixos ornamentals més difosos en estanys de jardins privats i parcs públics de tot el món. Per la seva mida d'adult, no són aptes per aquaris domèstics de mides petites, excepte en les seves etapes juvenils.

## Etimologia
El terme koi és una abreviatura de la paraula japonesa nishikigoi, la qual està integrada per nishiki, que vol dir 'alguna cosa de bells colors', i koi, que és el nom que se li aplica al Japó a les carpes en general.

## Història i relacions filogenètiques

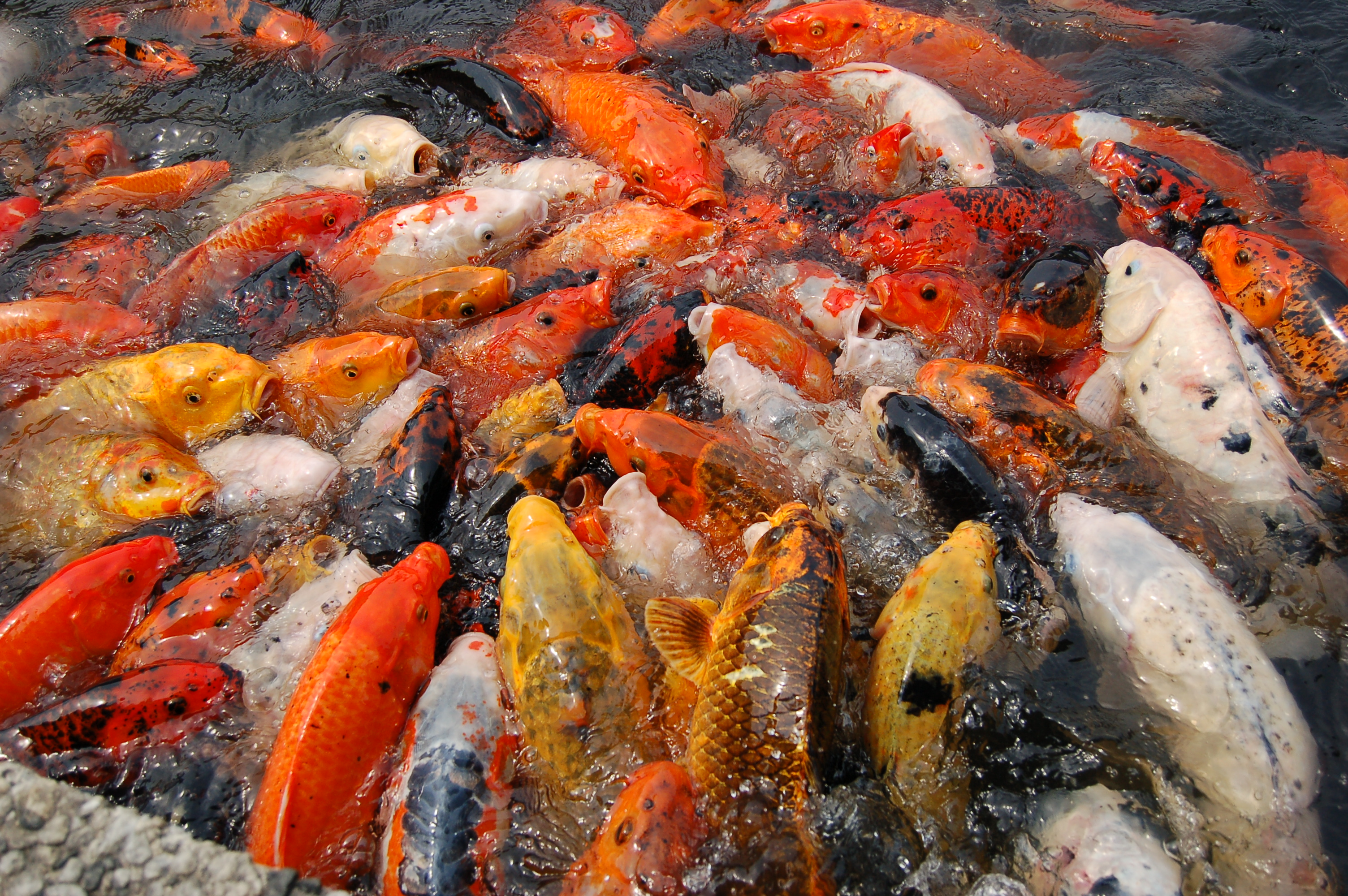
Carpes koi sent alimentades.

Tradicionalment s'assenyala que el desenvolupament original de les carpes koi va ocórrer a la Xina, partint d'espècimens de carpes comunes amb mutacions genètiques espontànies que van aparèixer entre les que eren criades, per a servir d'aliment, en els bancals inundats per al cultiu d'arròs. Aquests exemplars particulars van ser creuats entre sí i seleccionats per a mantenir les coloracions ben definides.
Una altra hipòtesi és que van tenir un origen múltiple, amb aportacions també del llinatge de carpes silvestres natives del Japó. Actualment s'accepta que el conjunt de varietats de kois presenten en el seu patrimoni genètic, el llinatge de 3 o 4 subclades amb origen continental; moltes varietats van rebre aportacions de la carpa europea, en haver estat importada des d'Alemanya al Japó la carpa de miralls per introduir en els koi el patró metàl·lic, fet ocorregut al voltant de 1904. Una altra possibilitat és que el desenvolupament complet dels koi es donés al Japó, però sempre partint d'exemplars continentals sorgits en el llinatge de la carpa de l'Àsia central.
El que ningú discuteix és que va ser al Japó on les carpes koi van obtenir la major part del seu perfeccionament i diversificació, la qual cosa deriva en què gairebé totes les varietats siguin conegudes mundialment per la seva denominació en japonès.
Es creu que els primers koi van ser transportats a l'arxipèlag japonès a l'any 1820, sent portades a la prefectura de Niigata, a les ciutats de Ojiya i Nagaoka.
En aquest país aconseguirien gran popularitat després de la seva exhibició en l'exposició anual de Tòquio de 1914, el que va repercutir en que l'emperador Hirohito els introduís a l'estany del Palau Imperial. La producció intensiva i selecció de noves varietats prengué un fort impuls durant la dècada de 1950 i, finalment, des del Japó foren disseminades arreu del món.
Avui en dia, han esdevingut comercialment molt rendibles, pagant-se per exemplars excepcionals xifres sorprenents per a un peix. La producció japonesa del koi encara es concentra a la prefectura de Niigata, particularment a la ciutat de Yamakoshi del districte Koshi; actualment també hi ha producció de koi a la Xina, Indonèsia, Israel i Europa.

## Característiques

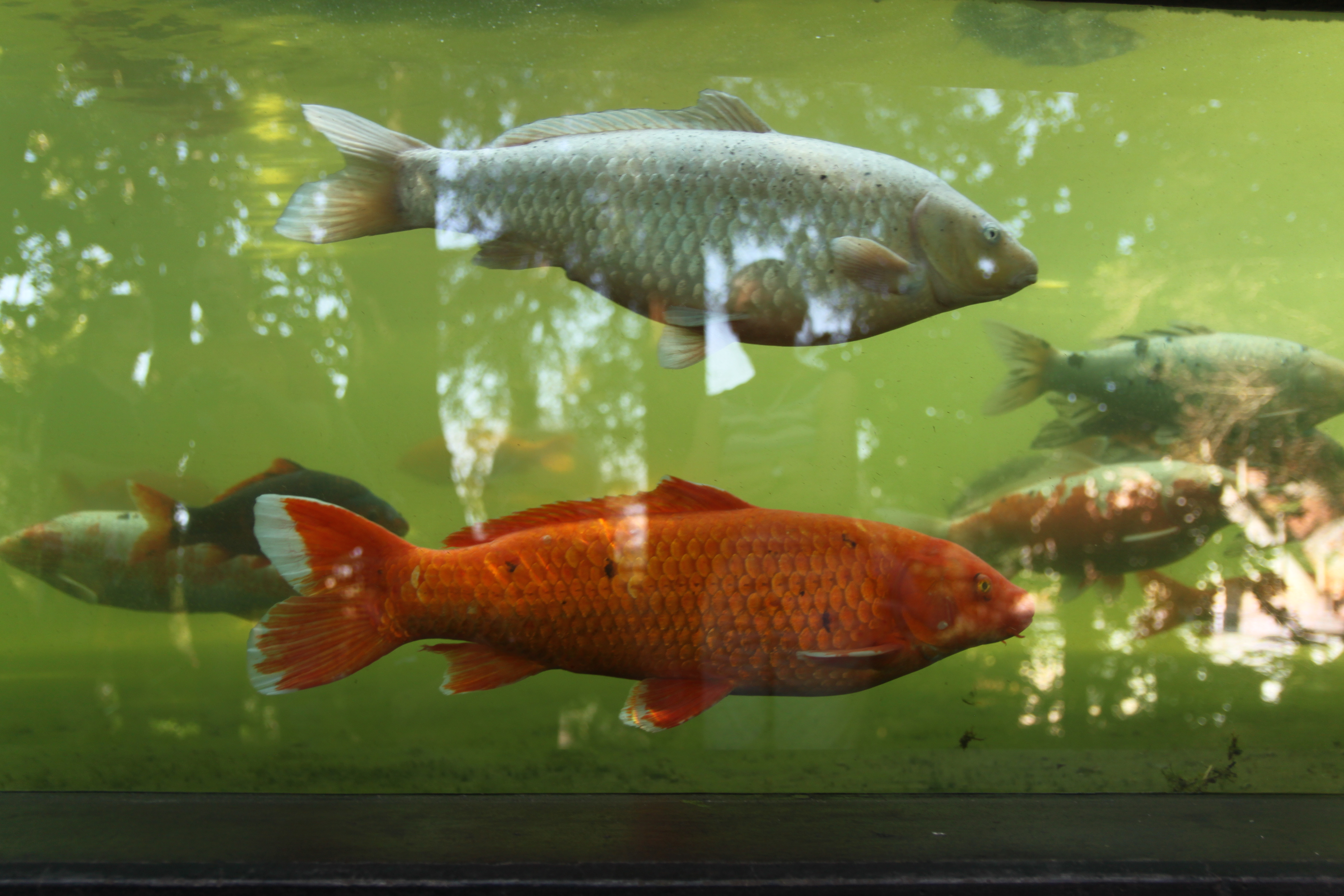
Vista lateral de dues carpes koi.

Presenten una mida relativament grossa, així com coloracions variades i brillans, det que les converteix en elements preuats per a estanys o zoològics. Les carpes koi poden arribar excepcionalment a mides de fins a 120 cm i pesos de fins a 40 quilograms; aconsegueixen viure freqüentment entre 20 i 50 anys, fins i tot hi ha cites d'un exemplar del Japó amb el rècord de longevitat: 226 anys. Normalment, als 4 o 5 anys aconsegueixen una longitud de 50 a 60 cm, fel que els fa peixos d'estany en no poder estar en aquaris. El seu creixement és ràpid, sent la seva dieta àmplia dins d'un règim omnívor. Viu bé en densitats elevades amb altres koi, encara que pot alimentar-se d'exemplars petits de peixos, inclosos els seus propis juvenils. S'adapta a un ampli ventall de condicions d'aigües, tant pel que fa al pH, com a la conductivitat i a la temperatura, ja que suporta des dels 2 fins a prop dels 35 ° C, encara que es troba més a gust en un rang d'entre 15 i 25 ° C. Quan la temperatura disminueix de 10 ° C comença a alentir-seu sistema immunològic. Les barbetes que presenta en la vora de la seva boca permeten distingir fàcilment a les carpes koi dels carpins daurats.
En alguns països el manteniment de carpes koi és rigorosament controlat, com als Estats Units, o directament prohibit, com a Austràlia, per por que, si escapen al medi silvestre, en algunes generacions puguin revertir la seva coloració al fenotip primitiu i comportar-se reeixidament com una espècie invasora.

### Malalties
Poden contreure diferents malalties i parasitosi, per exemple, verola de la carpa, diversos herpesvirus, entre els quals destaca l'herpesvirus del koi; també la virèmia primaveral nord-americana del virus de la carpa o el virus de l'edema de la carpa / malaltia de la son del koi.

### Reproducció
Els koi aconsegueixen la maduresa sexual en arribar als 3 o 4 anys, que és quan aconsegueixen una longitud d'entre 20 i 30 cm. La femella presenta formes més arrodonides a l'abdomen i les aletes pectorals, les que a més solen ser més petites. Els mascles presenten a la temporada reproductiva minúsculs tubercles a la part exterior de les ganyes i en les aletes pectorals. Després de la temporada freda, quan a la primavera l'aigua supera els 25 ° C, la femella adhereix els enganxosos ous a les plantes aquàtiques; posteriorment el mascle procedirà a fecundar els ous. Els alevins neixen passats els 3 dies, depenent de la temperatura. La reproducció artificial mitjançant inducció hormonal s'ha provat com la més eficaç per a vivers comercials.

## Varietats

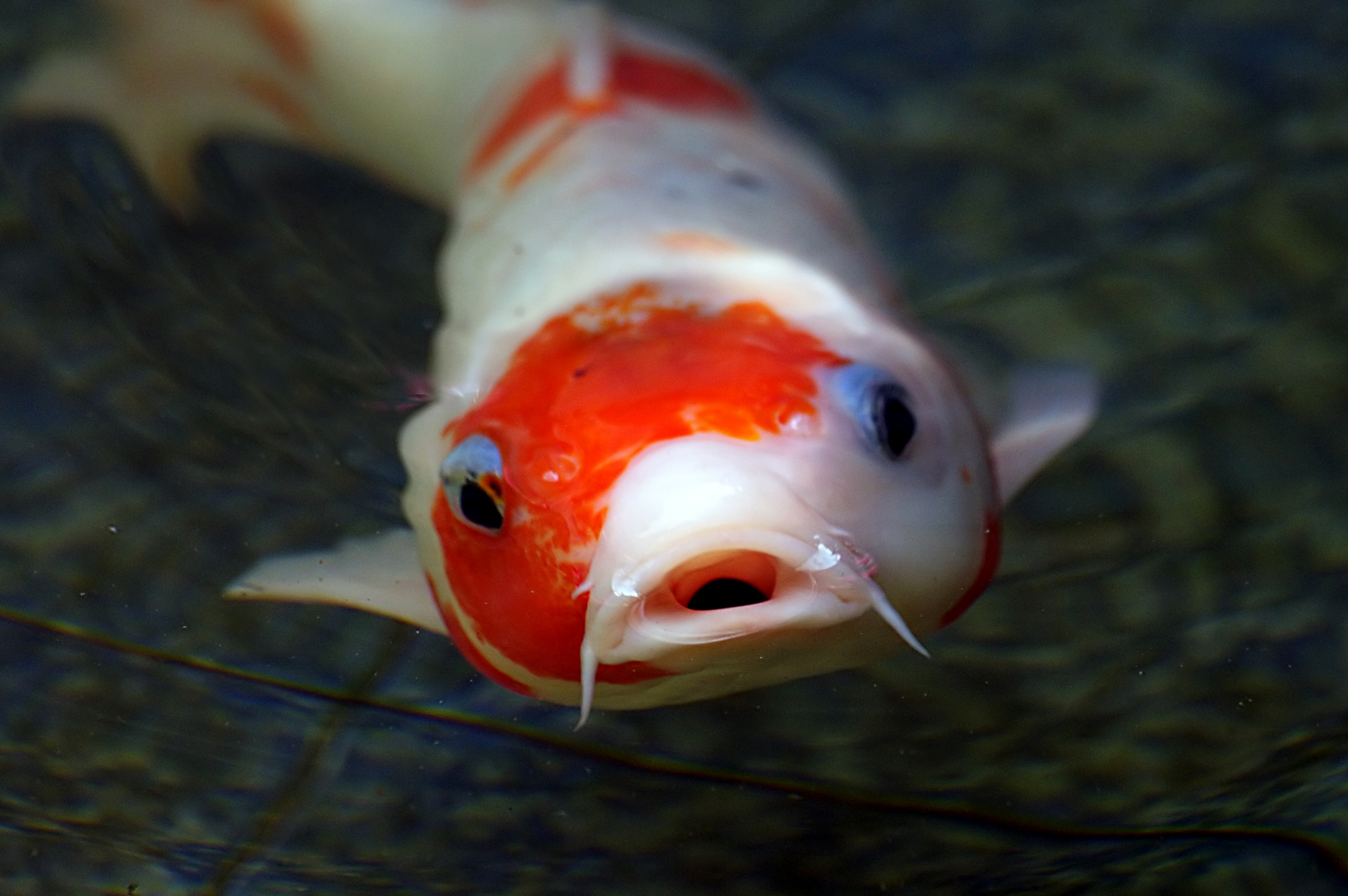
Carpa koi amb els bigotis o barbetes visibles.

Com que és un peix de estany, la carpa koi és observada des de dalt, per la qual cosa en la seva selecció es va prioritzar la coloració dorsal, aspecte divergent respecte a la selecció operada sobre el carpí daurat, ja que la petita grandària d'aquest el fa ideal com a peix d'aquari, amb observació fonamentalment lateral, per la qual cosa el desenvolupament de les aletes va tenir un paper protagonista. Les dues espècies són diferenciables per posseir el koi una barba o bigoti a cada costat de la seva boca, característica que no presenta el carpí daurat.
El koi presenta 13 varietats bàsiques definides oficialment, havent-se produït gran quantitat de variants i creues partint d'elles. Entre les varietats de carpa koi es troben les següents:
- Kōhaku - presenta taques vermelles a la part posterior, sobre base blanca.
- Ginrin-Kōhaku - com el Kōhaku, però amb escates brillants en tot el seu cos.
- Doitsu-Kōhaku - com el Kōhaku però amb escates en tot el seu cos.
- Ochibashigure - presenta taques vermelloses sobre base blanca.
- Hariwake - presenta taques taronges o vermelles sobre base platejada.
- Kujyaku - presenta reticulat negre que es solapa a taques vermelles i a la base blanca.
- Sanka o Taisho-Sanshoku - presenta taques vermelles i negres sobre base blanca.
- Showa - presenta taques vermelles i blanques sobre base negra.
- Kin-Showa - presenta taques vermelles i blanques sobre base negra.
- Utsurimono - és com el Showa, però metàl·lic.
- Shiro Utsuri - presenta taques blanques sobre base negra.
- Ki-Utsuri - presenta taques grogues sobre base negra.
- Bekko - presenta taques negres sobre base blanca, vermella o groga.
- Hi-Utsuri - presenta taques negres sobre base vermella.
- Shusui - presenta escates només a la part superior del cos, no tenint la resta de les mateixes.
- Asagi - presenta dors blau indi, amb escates reticulades, cap blanc i parts vermelloses.
- Goromo - presenta reticulat negre dins de taques vermelles, sobre base blanca.
- Goshiki - presenta taques vermelles sense reticulat negre que sí es presenta sobre la base blanca.
- Yamato-Nishiki - com el Sanka però metàl·lic.
- Heisei-Nishiki - com el Sanka però sense escates.
- Koromo - presenta segments d'escates blaves.
- Kawarimono - presenta tipus miscel·lani, amb negre, groc, vermellós i verd.
- Ogon - presenta un únic color sòlid metàl·lic, en vermell, taronja, groc, crema o platejat.
- Platinum - presenta un únic color platejat.
- Chagoi - presenta un únic color marró-groguenc.
- Kigoi - presenta sol color groc, no metàl·lic.
- Orenji Ogon - presenta sol color taronja metàl·lic.
- Kumonryu - presenta part de color negre amb cap i dors blanc.
- Kikokuryu - Similar al Kumonryu, però metàl·lic.
- Kin-Kikokuryu - dominant taronja amb sectors blancs (creuament de Kin-Showa amb Kimonryu).
- Shiro-Utsuri - presenta taques negres sobre base blanca.
- Bekko - presenta típiques taques negres sobre base blanca.
- Aka-Bekko - presenta típiques taques vermelles sobre base blanca.
- Aka-Matsuba - presenta reticulat negre sobre base vermella.
- Gin-Matsuba - presenta reticulat negre sobre base blanca.
- Kujaku - presenta color taronja metàl·lic i negre.
- Ai-Goromo - presenta taques vermelles i reticulació blava o negra, sobre base blanca.
- Hikari-Moyomono - presenta patrons acolorits sobre base metàl·lica.
- Gin-Rhin - presenta una fina capa, a sobre dels pigments de les escates el que augmenta la seva qualitat reflexiva i brillant.
- Hikari-Utsurimono - resultant del creuament d'Ogon amb Utsuri.
- Kin-Guinrin - presenta escates brillants daurades-platejades.
- Tancho - presenta un solitari cercle vermell al seu front, sent unicolor la resta.
- Midori-Goi - presenta color verd (molt recessiu, la majoria es tornen negres en créixer).

### Galeria

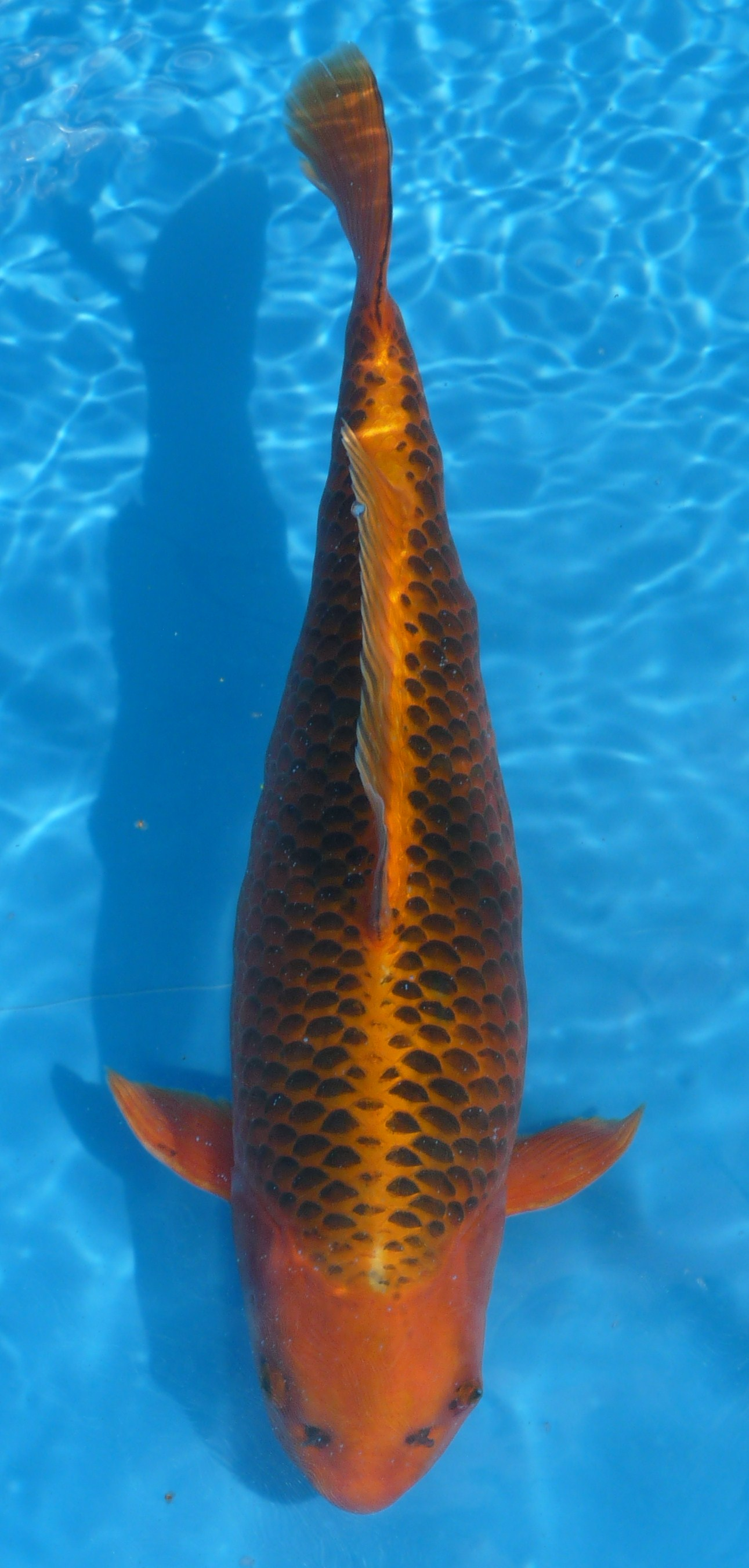
Akamatsuba
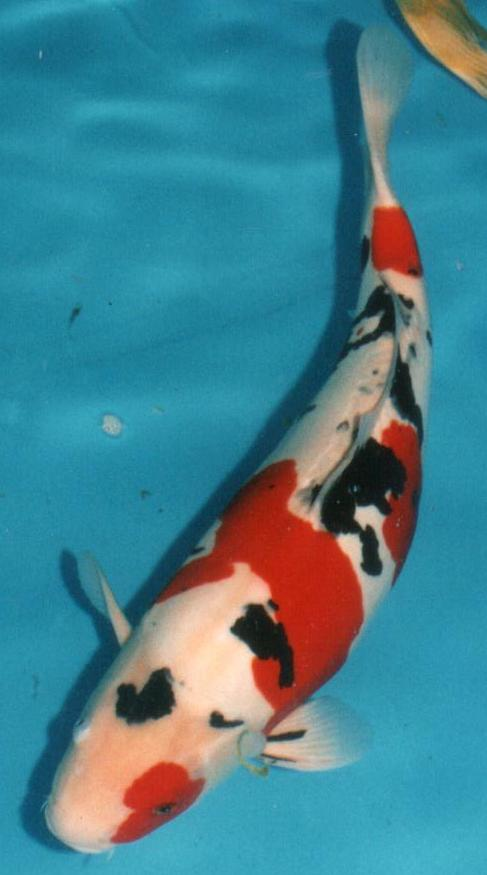
Doitsu-Sanke
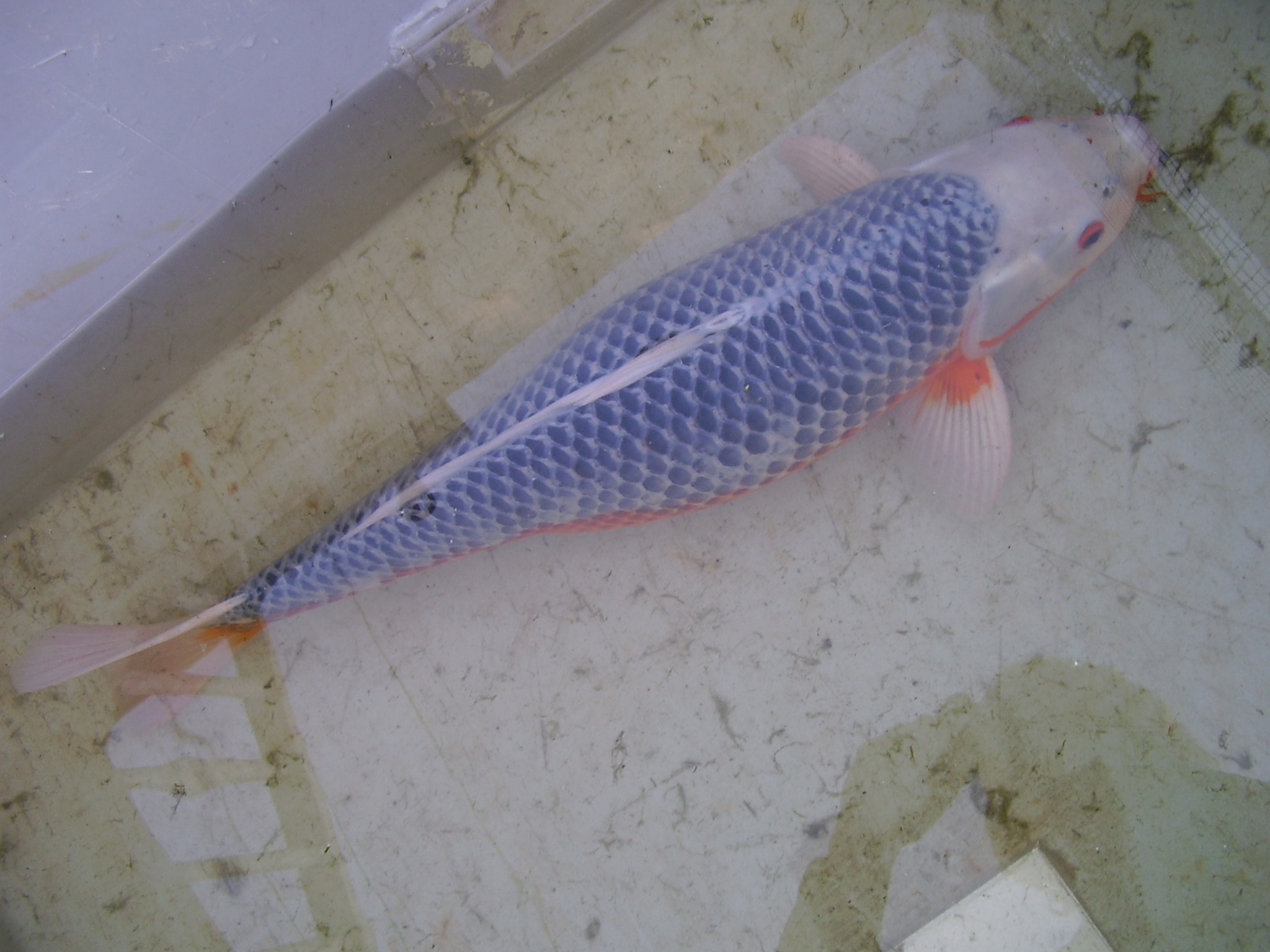
Asagi
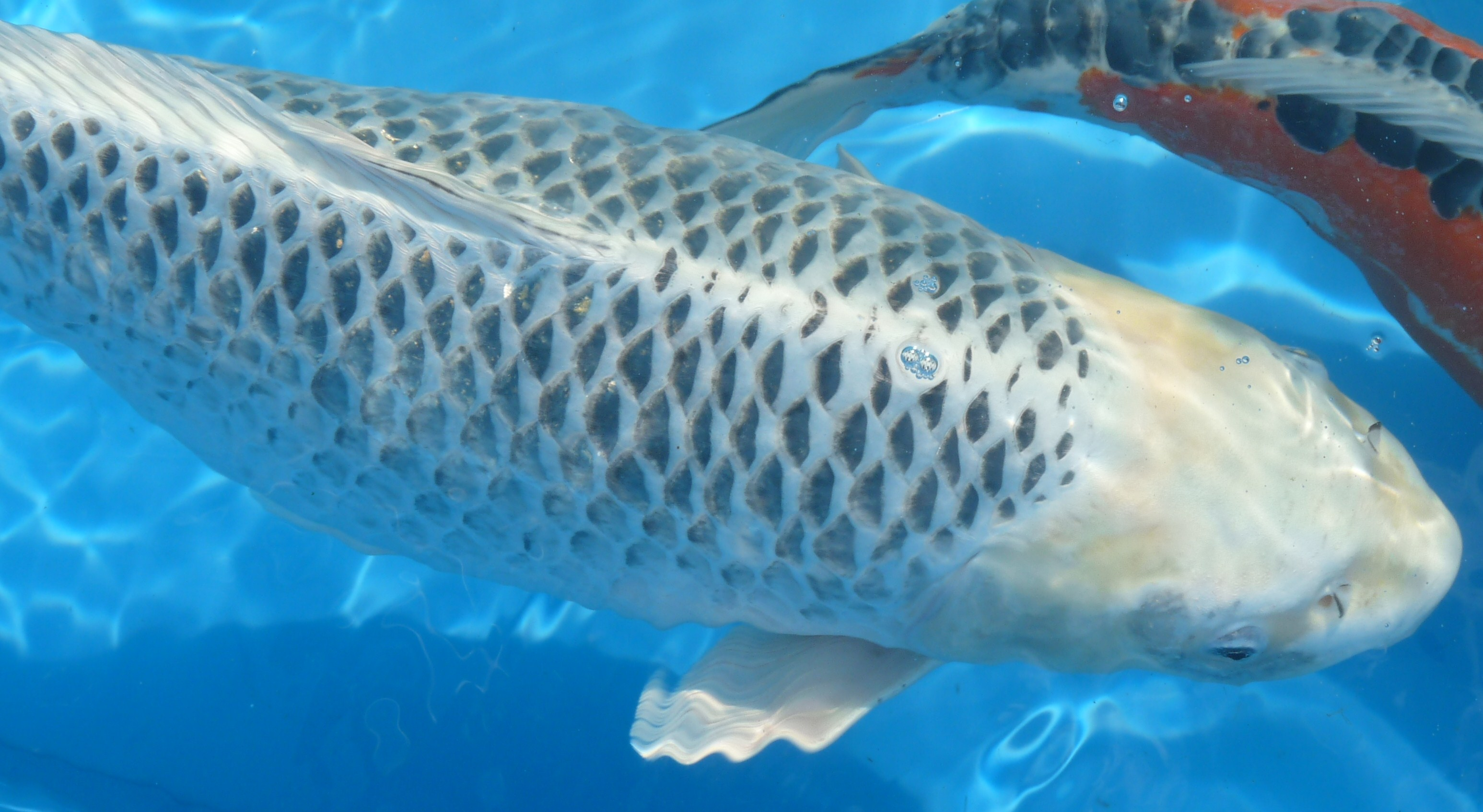
Ginmatsuba
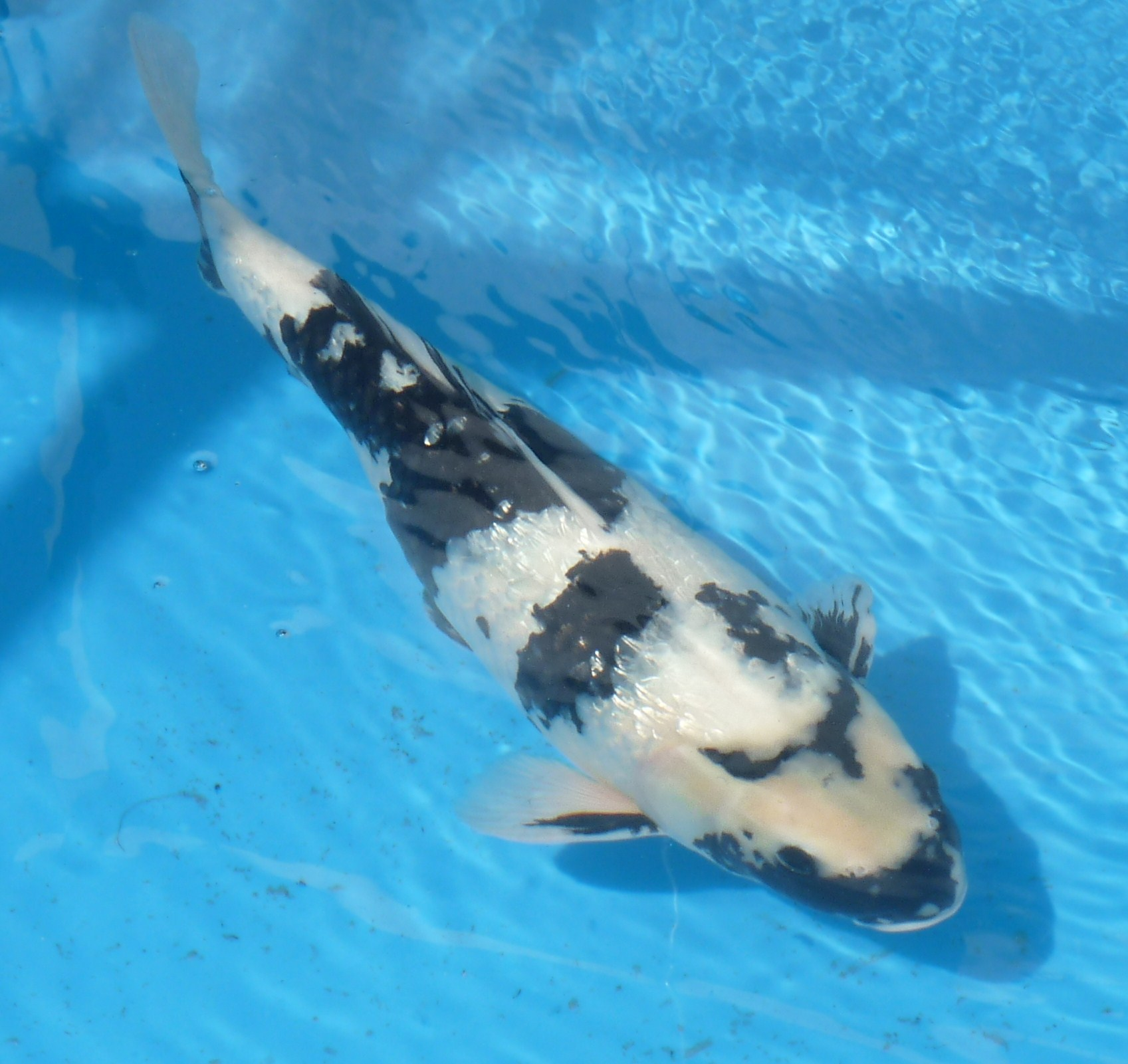
Ginrinshiroutsuri
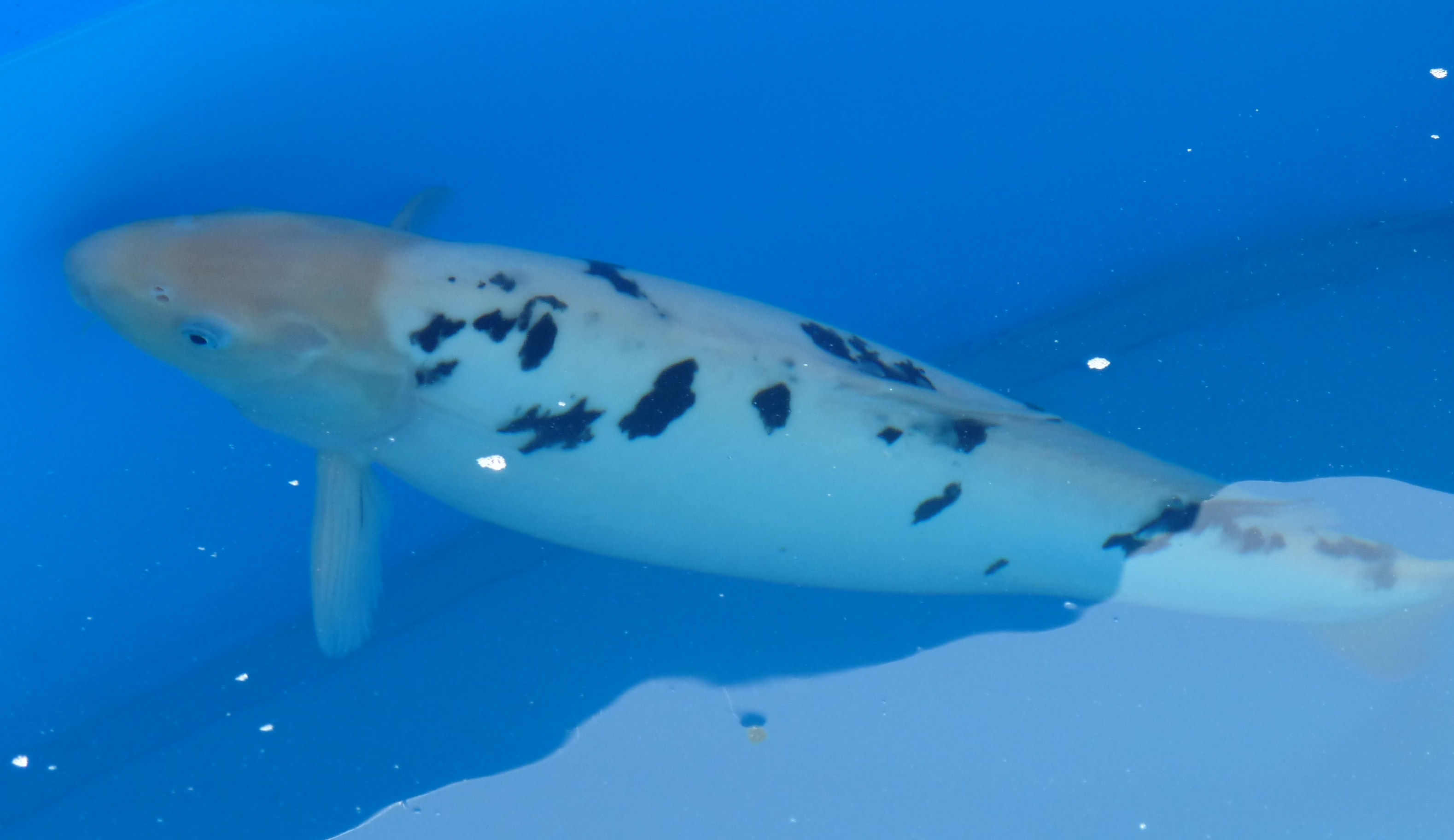
Doitsubekko
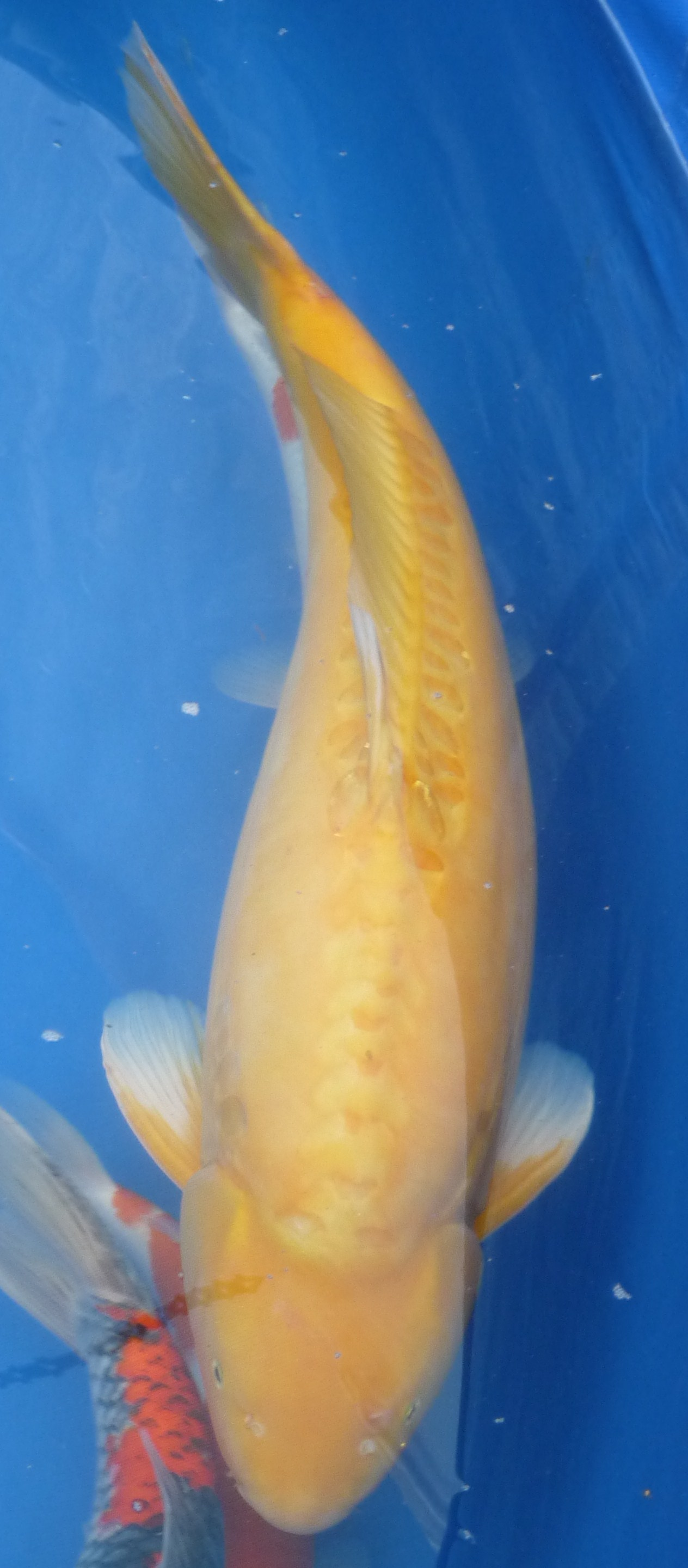
Doitsukarashigoi
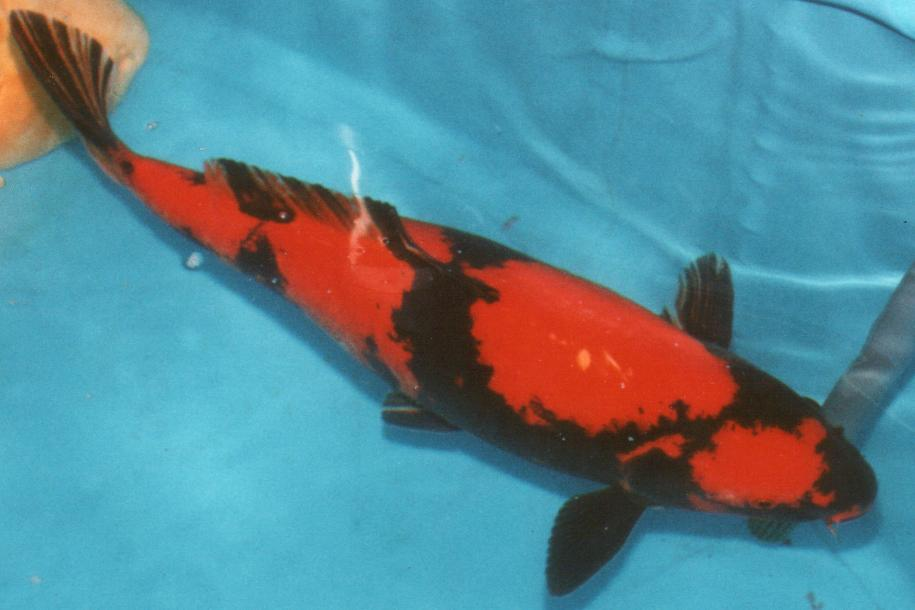
Hi Utsuri
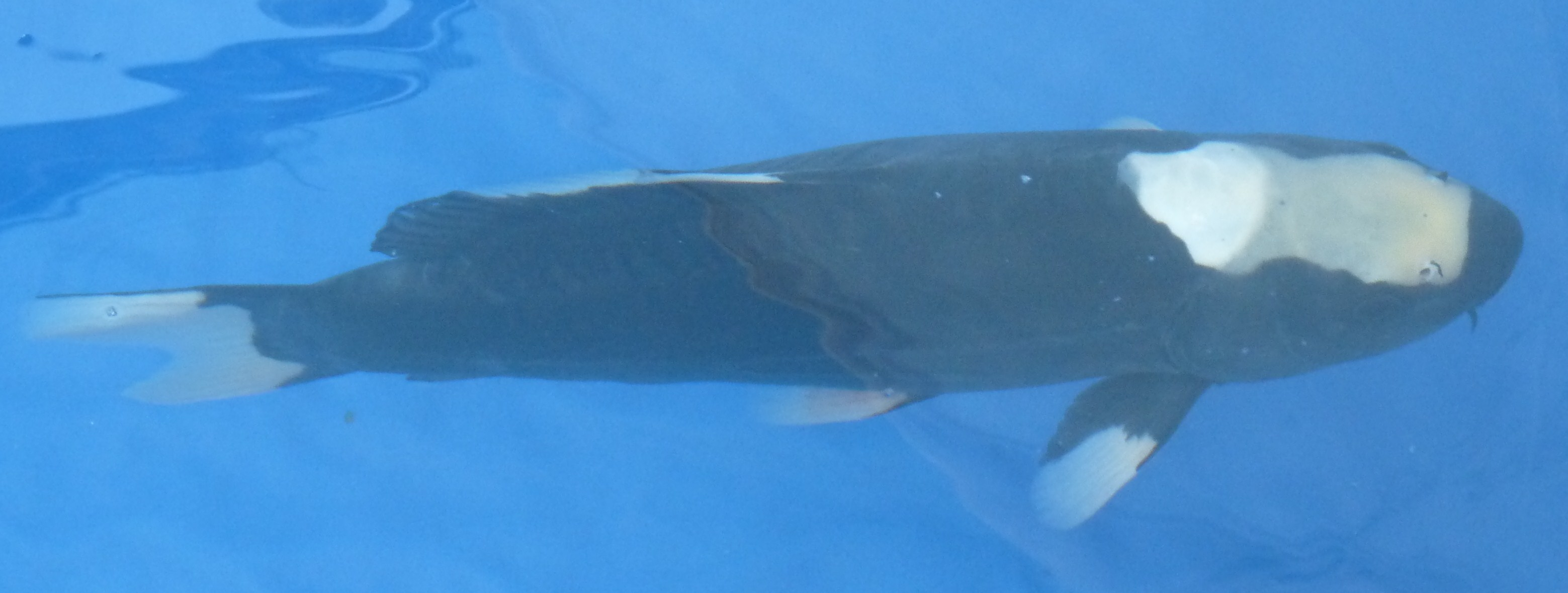
Hagashiro
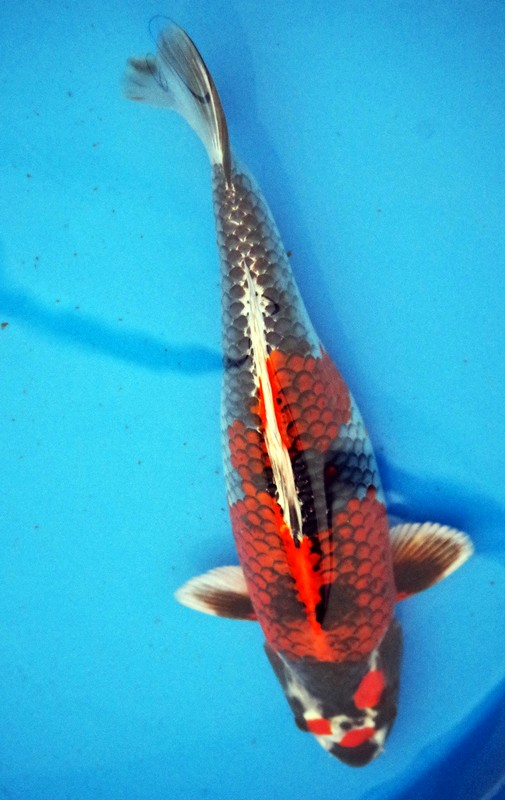
Goshiki Kujaku
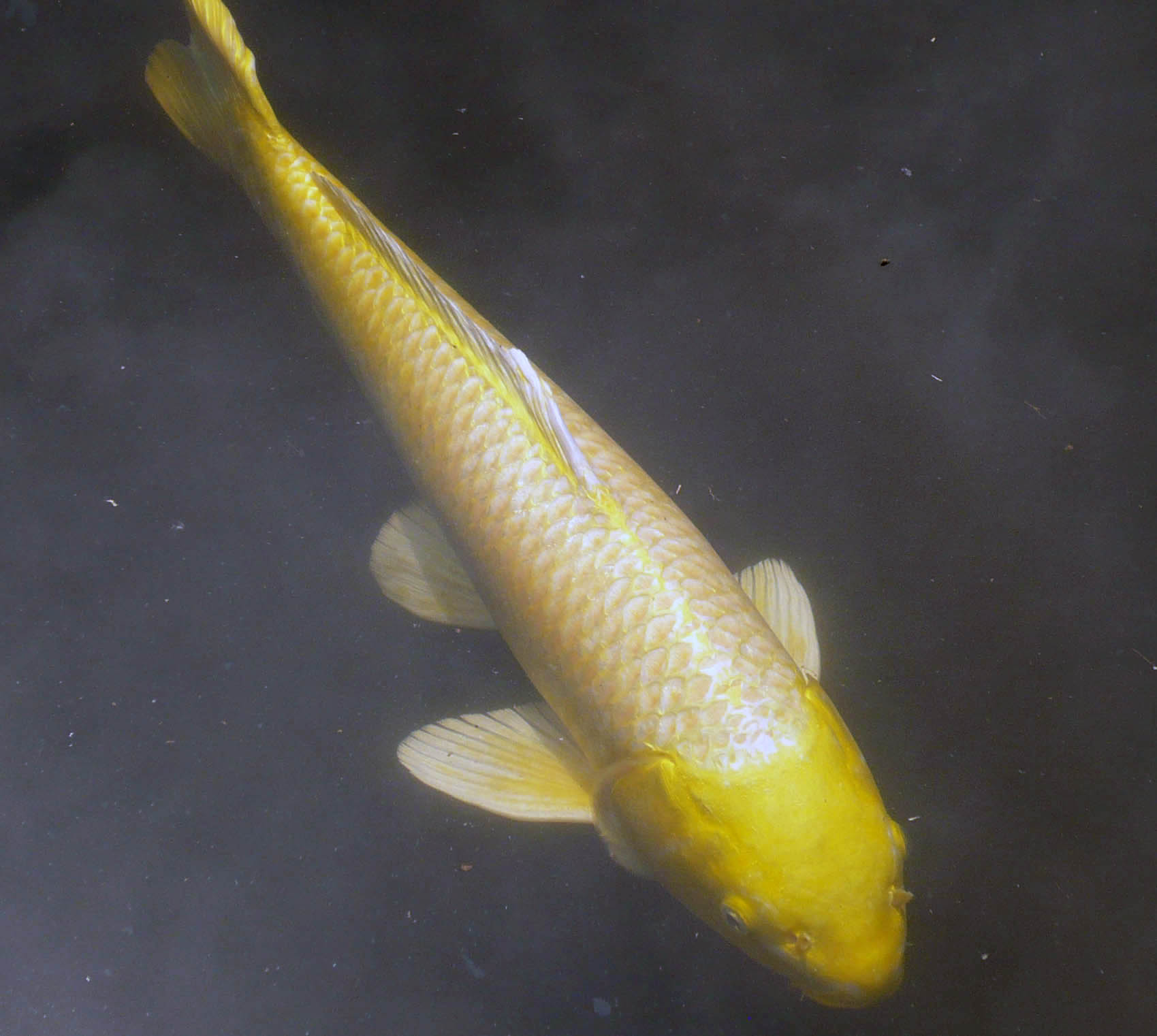
Goufou
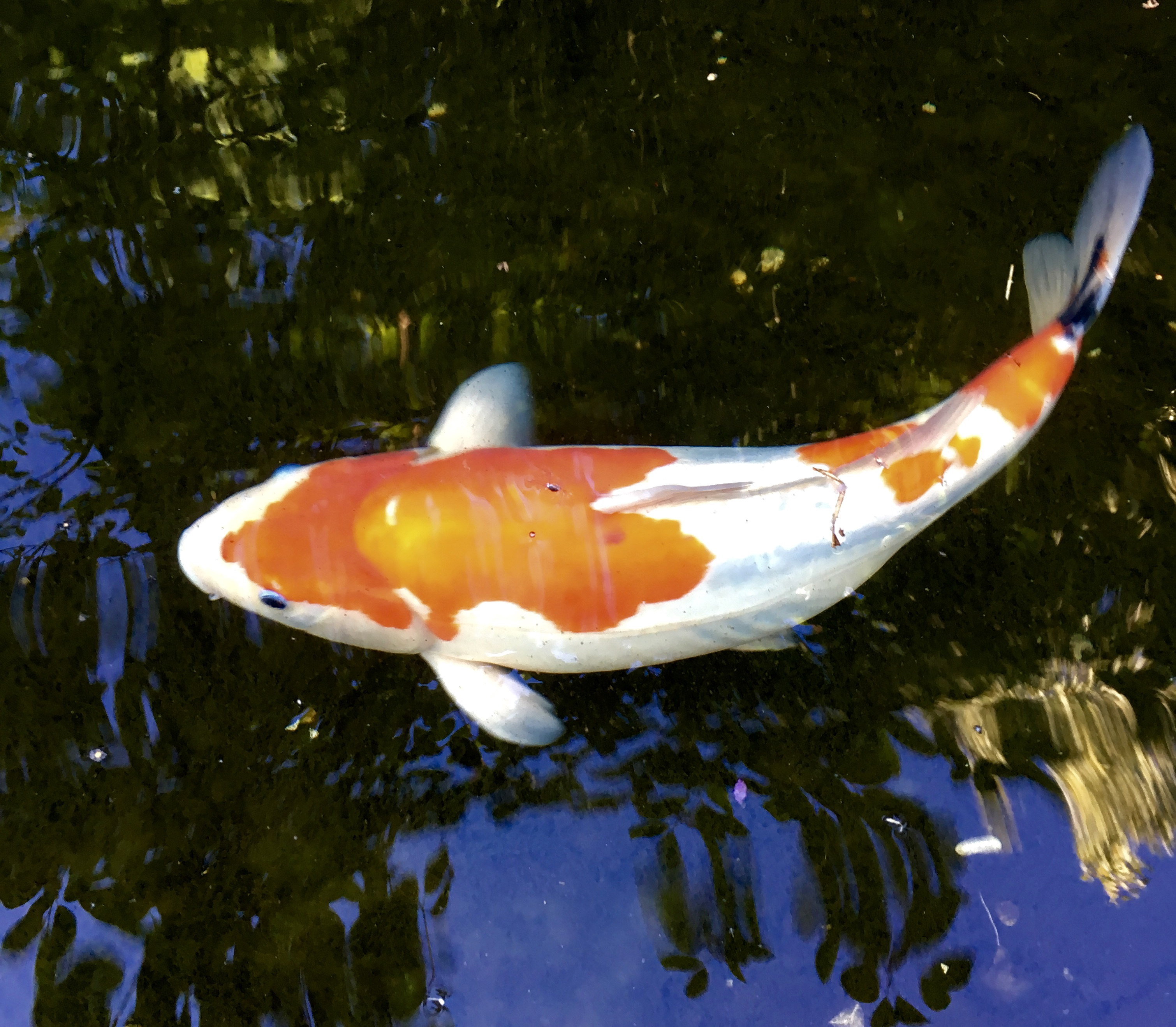
Kohaku
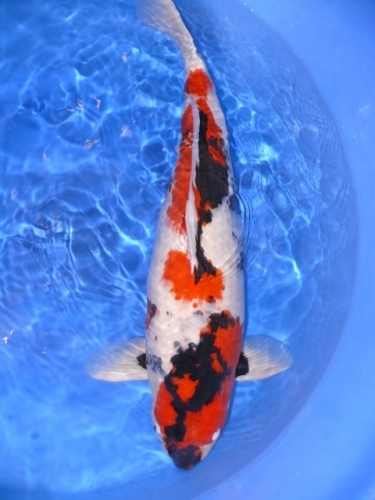
Showa
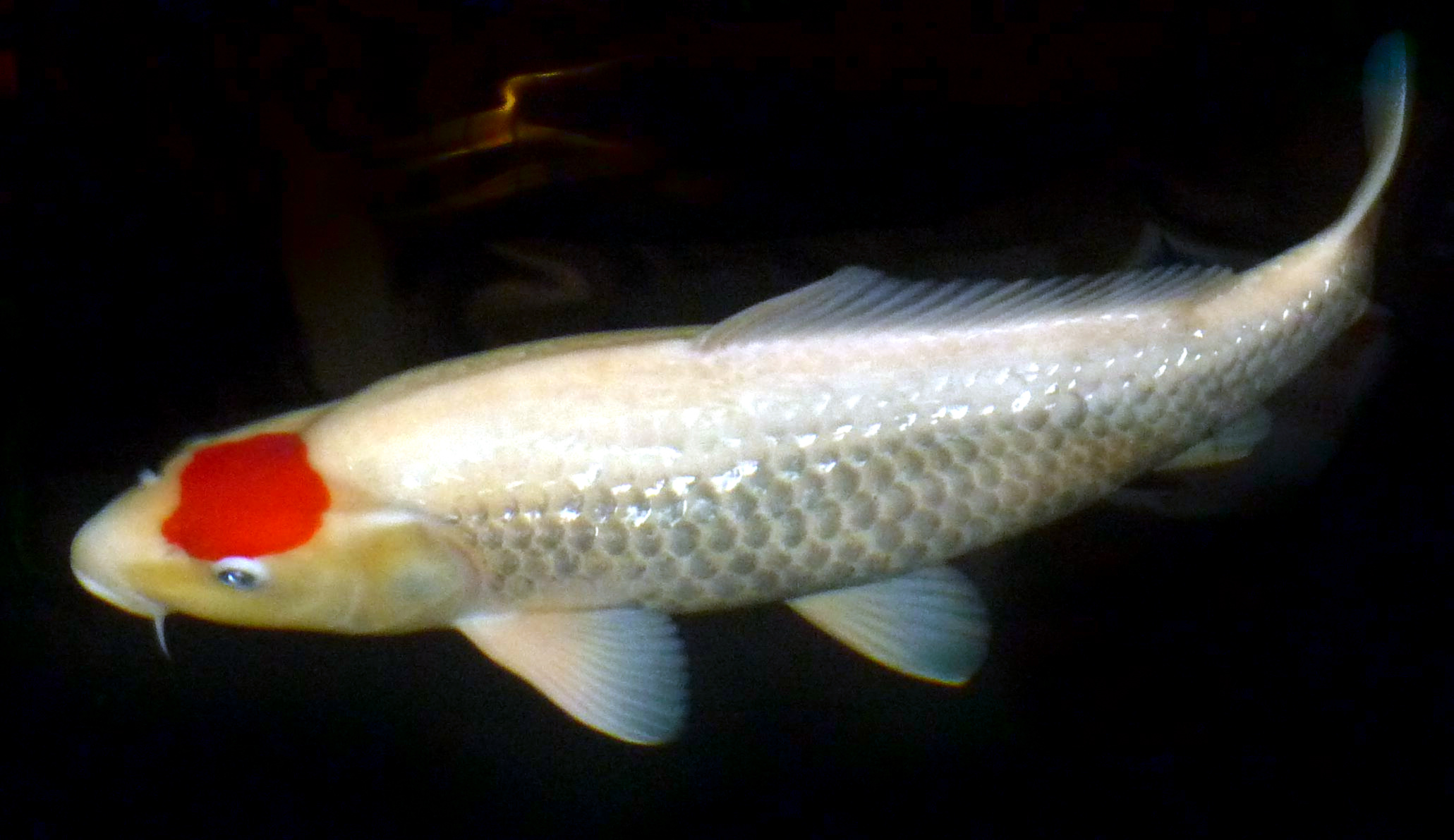
Tancho